# Comté de Dutchess
Le comté de Dutchess (en anglais : Dutchess County) est l'un des 62 comtés de l'État de New York, aux États-Unis. Le siège du comté est Poughkeepsie.

## Géographie
Le comté fait partie de la région Grand New York.

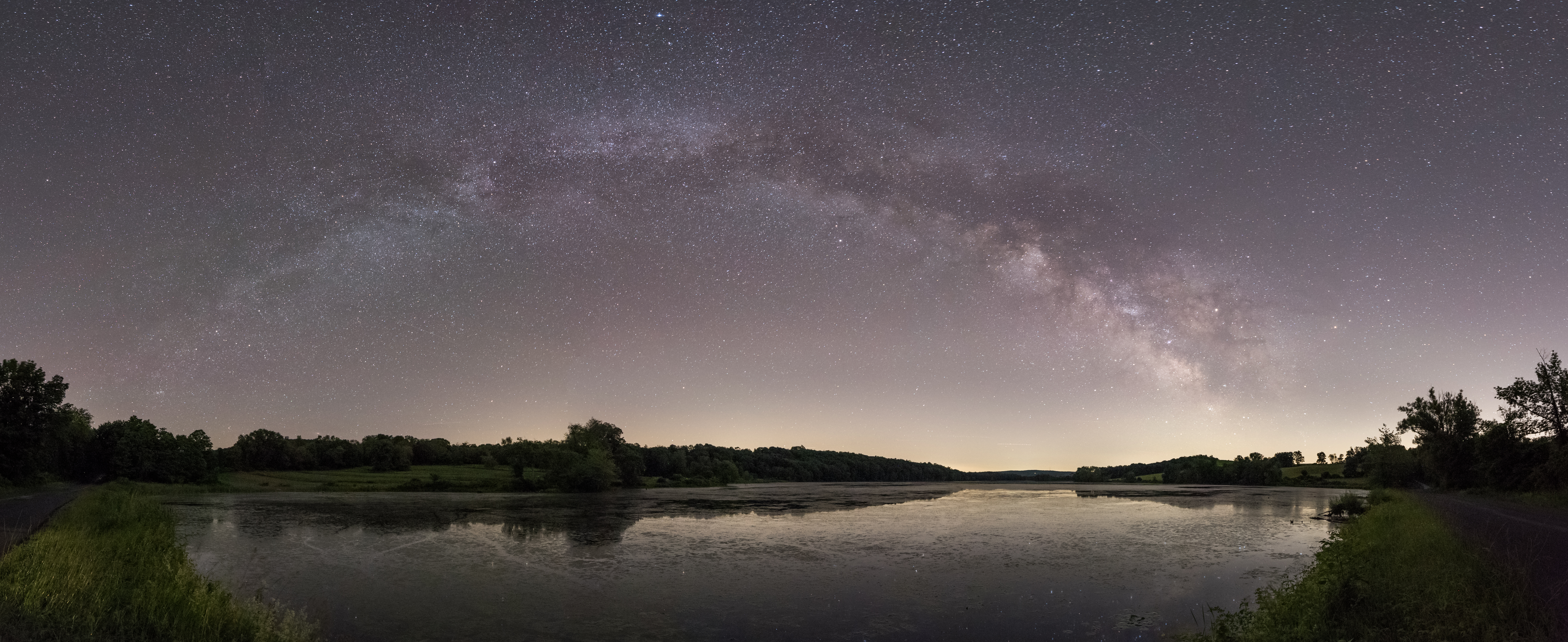
La Voie Lactée depuis le lac Bontecou dans le comté de Dutchess

## Population
La population du comté s'élevait à 295 911 habitants, selon le recensement de 2020.
| Groupe                           | Comté de Dutchess | New York | États-Unis |
| -------------------------------- | ----------------- | -------- | ---------- |
| Blancs                           | 80,1              | 66,8     | 72,4       |
| Afro-Américains                  | 9,9               | 15,9     | 12,6       |
| Autres                           | 3,5               | 7,5      | 6,4        |
| Asiatiques                       | 3,5               | 7,3      | 4,8        |
| Métis                            | 2,6               | 3,0      | 2,9        |
| Amérindiens                      | 0,3               | 0,6      | 0,9        |
| Total                            | 100               | 100      | 100        |
|                                  |                   |          |            |
| Hispaniques et Latino-Américains | 10,5              | 17,6     | 16,7       |

Selon l'American Community Survey, en 2010 85,46 % de la population âgée de plus de 5 ans déclare parler l'anglais à la maison, 6,95 % déclare parler l'espagnol, 1,02 % l'italien, 0,99 % une langue chinoise, 0,61 % l'allemand, 0,56 % le français et 4,41 % une autre langue.

## Histoire
Le comté fut nommé en l'honneur de Marie de Modène, femme du futur Jacques II d'Angleterre, lorsqu'ils furent le duc et le duchesse de York. Dutchess est une orthographe archaïque de duchesse en Anglais.

## Comtés adjacents
- Comté de Columbia (État de New York, au nord)
- Comté de Berkshire (Massachusetts, au nord-est)
- Comté de Litchfield (Connecticut, à l'est)
- Comté de Fairfield (Connecticut, au sud-est)
- Comté de Putnam (État de New York, au sud)
- Comté d'Orange (État de New York, au sud-ouest)
- Comté d'Ulster (État de New York, à l'ouest)